# Hermandad de la Veracruz (Andújar)
La Hermandad de la Santa Vera-Cruz es una hermandad y cofradía de culto católico de la ciudad española de Andújar (Jaén). Su nombre completo es Cofradía de la Santa Vera-Cruz y Muy Antigua, Pontificia, Ilustre y Venerable Hermandad de Nuestro Padre Jesús Atado a la Columna, Nuestro Padre Jesús Nazareno, Nuestra Señora de los Dolores y San Juan Evangelista. Tiene su residencia canónica en la iglesia parroquial de San Bartolomé Apóstol. Fue fundada en 1427.

## Historia
Se funda en el año 1427, en fecha anterior a las hermandades de la Veracruz de Sevilla (1448) y Jaén (1541). Es por tanto una de las cofradías más antiguas de Andalucía bajo esta advocación y la cofradía de penitencia más antigua de Andújar.
No se sabe cuál fue su sede primitiva, aunque es muy posible que radicara en el antiguo convento de Santa Ana, de la orden franciscana. En 1564 se instala en la ermita de Santo Domingo. Rendía culto entonces, al menos, a la imagen de la Santa Cruz y a una Dolorosa. En 1579, y merced a una concordia, la comunidad de franciscanos invita a la Hermandad a instalarse en su monasterio. A lo largo del siglo XVII iría sumando nuevas escuadras hasta un total de seis: Santa Cruz, San Francisco, Santo Cristo de la Columna, Jesús Nazareno, San Juan y Nuestra Señora. Cada escuadra tenía cierta independencia dentro de la Cofradía de la Veracruz. Se conoce la existencia también de un Niño Jesús que no procesionaba en Semana Santa.

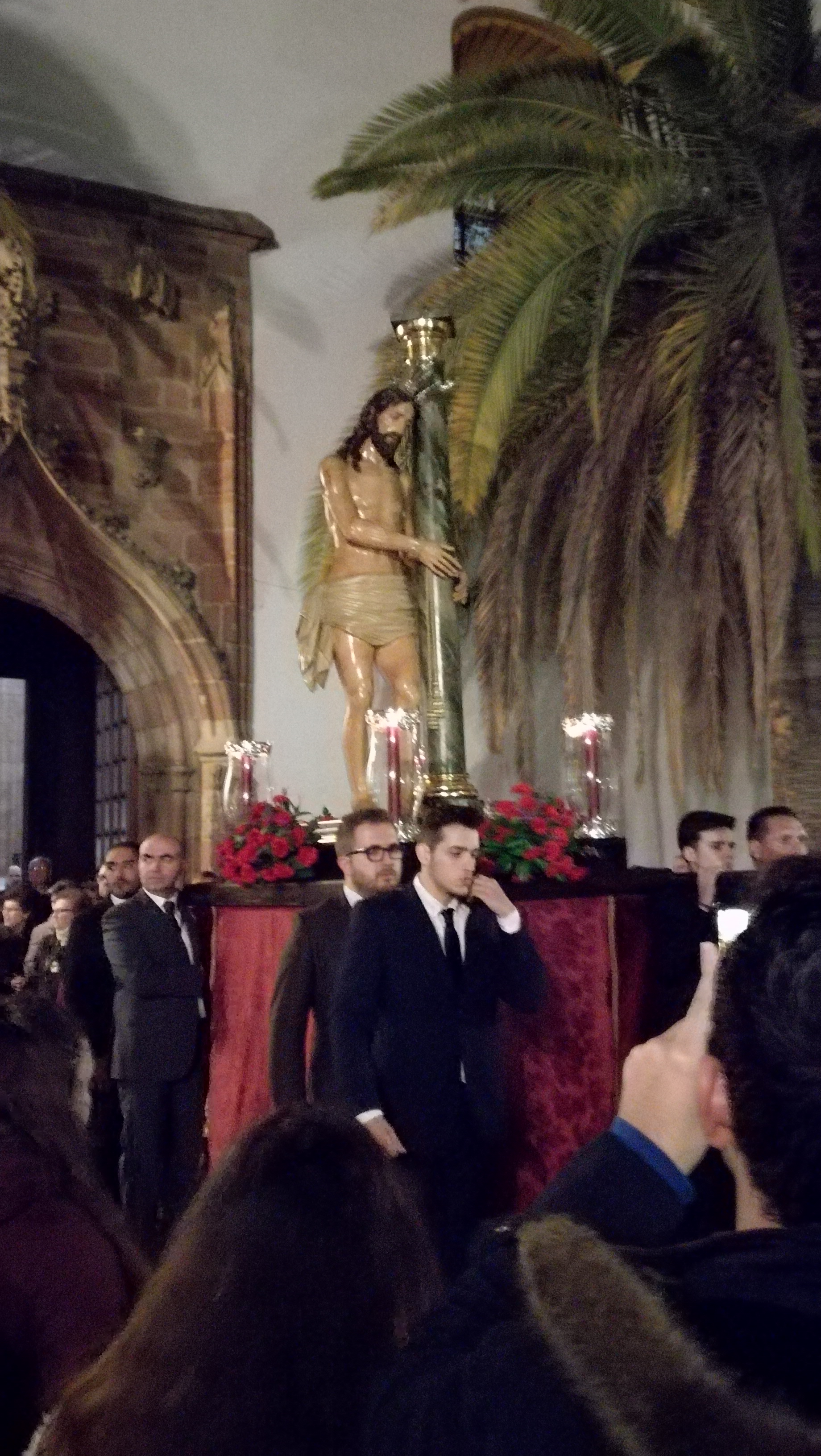
Jesús atado a la Columna en su Viacrucis del segundo sábado de Cuaresma.

Una de las escuadras más importantes será la de Jesús de la Columna, creada en 1697, aunque la imagen debió existir con anterioridad y sería adquirida entre 1564-1585.

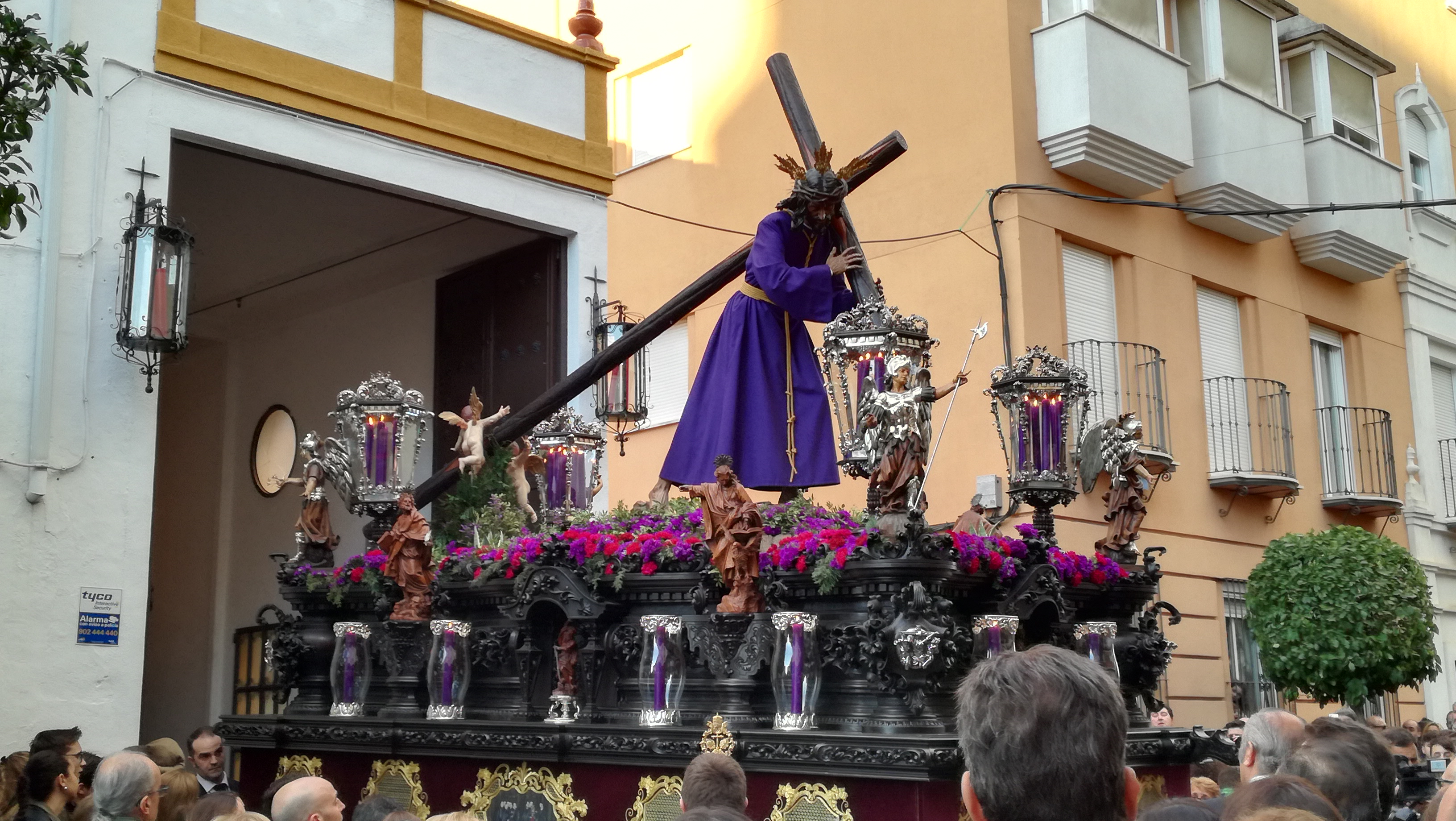
Jesús Nazareno saliendo de la capilla de "El Salvador"

No obstante, la advocación más señera será la del Nazareno, cuyo origen debió estar también en esta transición del XVI al XVII, una vez que la Hermandad pasa al convento de San Francisco. Hay testimonios que otorgan a Martínez Montañés su autoría. Las andas en que se procesionaba eran de gran tamaño y disponía de palio de respeto en ellas, aunque no de carácter fijo como sí ocurría con los pasos del Señor de la Columna y la Santísima Virgen. En el siglo XVIII estrenó una cruz dorada con espejos, razón por la cual sería conocido como “el Nazareno de los espejitos”.

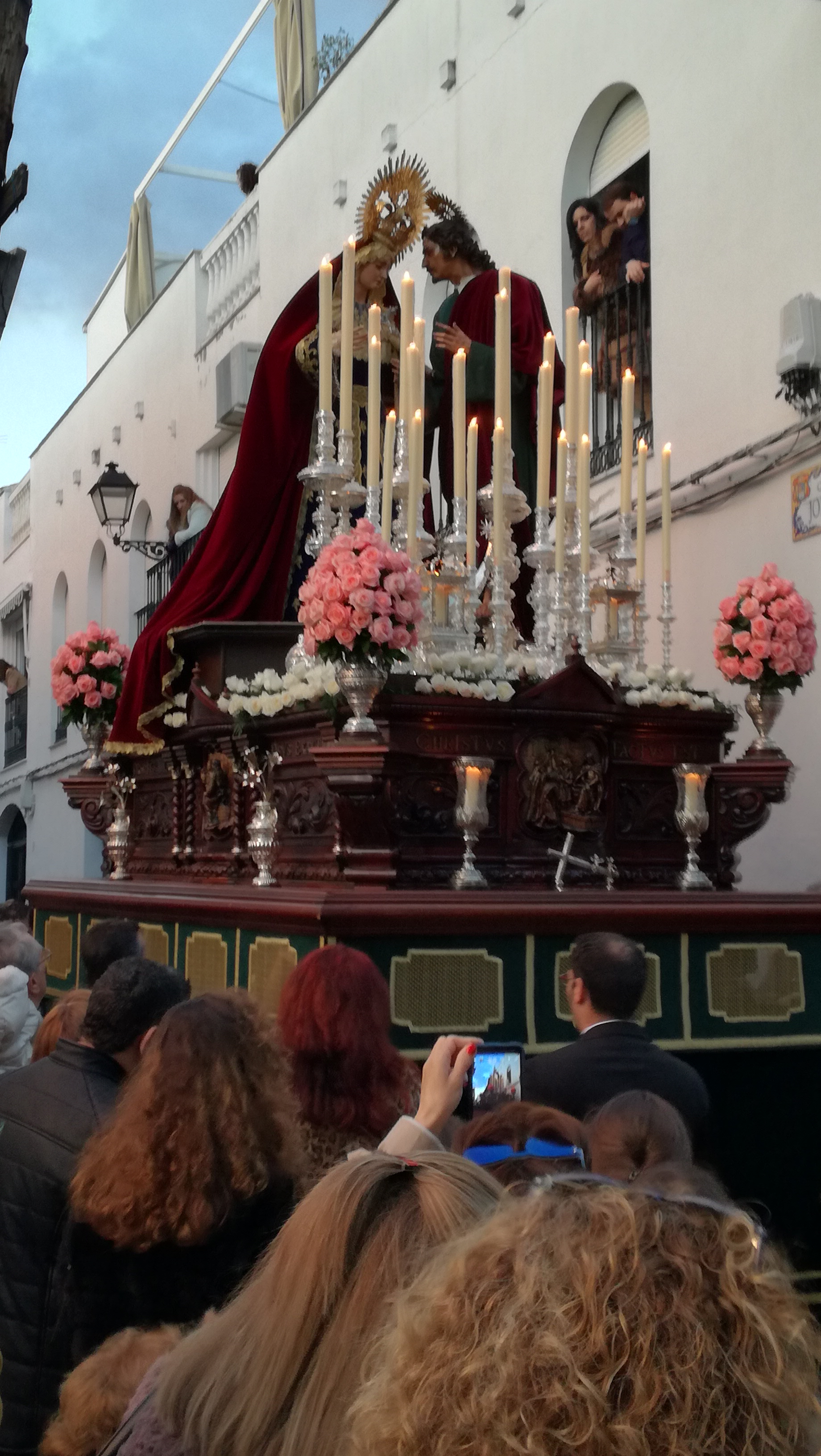
Nuestra Señora de los Dolores y San Juan Evangelista

Se desconoce igualmente la fecha exacta de ejecución de la Virgen de los Dolores, aunque se sabe que ya recibía culto en 1564, aún sin una advocación fijada, que variaría con los años, siendo nombrada a veces como "de las Angustias", "de la Soledad" o simplemente "Nuestra Señora". Hasta 1922 no encontramos testimonio documental claro denominándola como Virgen de los Dolores .
De la imagen de San Juan, también del XVII, tampoco se conoce su autoría. En cuanto al antiguo Crucificado, debió de ser una talla gótica, seguramente de tamaño más pequeño que el habitual, como es frecuente en las cofradías de la Veracruz.
En el convento de San Francisco, la Hermandad construyó su capilla, con sacristía, espadaña y puerta propia de acceso a la calle. En el siglo XVIII se amplía la capilla, se cierra mediante reja artística y se construye un camarín a Jesús Nazareno y un retablo. El convento no sufrió los desmanes que provocaron los franceses cuando ocuparon la ciudad e incluso la iglesia de San Francisco albergó a la imagen de la Virgen de la Cabeza que fue bajada de su santuario de Sierra Morena. En 1843 el convento fue desamortizado y los frailes abandonaron el edificio. El comprador del inmueble debió respetar el derecho que tenía la Hermandad de seguir ocupando la iglesia, aunque cedieron su capilla y se trasladaron a una contigua. El resto del convento y parte de la iglesia se transformaron en casino y plaza de toros. La Hermandad de la Veracruz quedó pues como única dueña de lo que restaba del antiguo templo de San Francisco hasta que en 1936 el recinto es asaltado y sus imágenes destruidas. Tras un intenso bombardeo de la aviación nacional, la iglesia sería derruida en la posguerra, desapareciendo todo rastro del esplendor pasado en la Cofradía de la Veracruz.
Durante todos esos siglos la Hermandad realizó su estación penitencial el Jueves Santo: primero por la noche y en la tarde de ese mismo día a partir del decreto de 1629 que prohibía las procesiones en horario nocturno, lo que supuso un litigio con la Hermandad de la Humildad, que se resistió a modificar su hora de salida, teniendo como consecuencia que esta organizara su procesión el Miércoles Santo. Este desencuentro no impidió que se hermanaran más adelante. Sus penitentes vistieron el color blanco propio de las hermandades penitenciales de sangre hasta que se prohibió ese color a finales del siglo XVII, pasando a usar túnicas negras.
Una vez desaparecido el templo donde estuvo la Hermandad tantos siglos, en 1944, gracias al interés mostrado por el entonces párroco de San Bartolomé, Pablo Palomino, y la munificencia de Concha Mármol Trigo, se incorporó a dicha parroquia una imagen de Jesús atado a la Columna, en recuerdo de una de las antiguas escuadras de la Veracruz. Se sigue con la tradición de procesionar el Jueves Santo y curiosamente, se recupera el hábito blanco. La talla es del imaginero extremeño Juan Blanco Pajares y fue restaurada por el escultor Manuel Luque Bonillo en 2011. En 1961 se une al cortejo una nueva imagen de Nuestra Señora de los Dolores, también donada por Concha Mármol, de autor desconocido y de tamaño algo menor que el normal. Hoy en día no recibe culto público en la iglesia.
Durante las décadas de los setenta-ochenta la Hermandad va a vivir una gran crisis, dejando de procesionar. Más tarde se realizará la estación penitencial tan solo con la imagen de Jesús de la Columna y se aprueban nuevos estatutos en 1990, donde vuelve a aparecer la antigua denominación de Veracruz. Se inicia entonces un intenso trabajo de recuperación del patrimonio y la memoria perdidas. En 1997 se incorpora la nueva imagen de Jesús Nazareno y en 2006, Nuestra Señora de los Dolores y San Juan, obra del artista cordobés Manuel Luque Bonillo . También reciben culto dos pequeñas imágenes de San Francisco de Asís y el Niño Jesús, intitulado como Santísimo Nombre de Jesús, donado por un hermano. Desde el año 2013 la Hermandad está en posesión de un lignum crucis.
La Cofradía recibió cinco bulas a lo largo de su historia, comenzando por la otorgada por Martín V en 1427 que dio origen a esta corporación. Otra de las bulas suponía la anexión de la Hermandad con la Archicofradía del Santo Crucifijo de San Marcelo de Roma, en 1606.
En estos últimos años se ha ido conformando un interesante ajuar para sus imágenes como la túnica de los linajes para el Nazareno, la figura del muñidor que abre el cortejo del Domingo de Ramos por la tarde o todo un interesante juego de insignias y símbolos que hacen de su estación penitencial un compendio vivo de la hermandad pasionista decana de Andújar.
Celebra triduo a sus Titulares en Cuaresma. Sabatinas a Nuestra Señora de los Dolores. Triduo en conmemoración de la Exaltación de la Santa Cruz en septiembre. Festividad de San Juan Evangelista en diciembre. Monta cruz de Mayo y organiza procesión infantil. También erige un altar para el Corpus Christi. Intensa vida de formación y convivencia en su casa de hermandad: antes en la conocida como “Casa Pilatos” de la corredera Capuchinos y ahora en calle Tiradores, cerca de su residencia canónica. Organiza un torneo de fútbol-sala entre miembros de distintas hermandades. Publica boletín bajo el nombre de Lignum Crucis. Fue pionera en el montaje de caseta en la feria de septiembre. Una de las calles adyacentes a la parroquia lleva el nombre de "Veracruz", recuperándose así una antigua denominación que ya existió en el callejero de la ciudad. El 27 de diciembre de 2021 se presentó el logotipo y la comisión encargada de conmemorar los seis siglos de existencia de la cofradía, que se cumplirán en el año 2027.
Al margen de su estación penitencial, el acto de culto externo más importante de la Hermandad es el ejercicio de Santo Viacrucis que celebra el segundo sábado de Cuaresma desde el año 2013 con la imagen de Jesús de la Columna portado en unas sencillas andas y que recorre algunas calles del barrio de San Bartolomé.

## Pasos
Paso de Nuestro Padre Jesús Nazareno. La imagen de Nuestro Padre Jesús Nazareno es obra del artista cordobés Francisco Romero Zafra (1997).  Procesiona sobre paso de José Carlos Rubio Valverde con imaginería de Manuel Luque Bonillo. Lo portan 35 costaleros. Va en silencio.

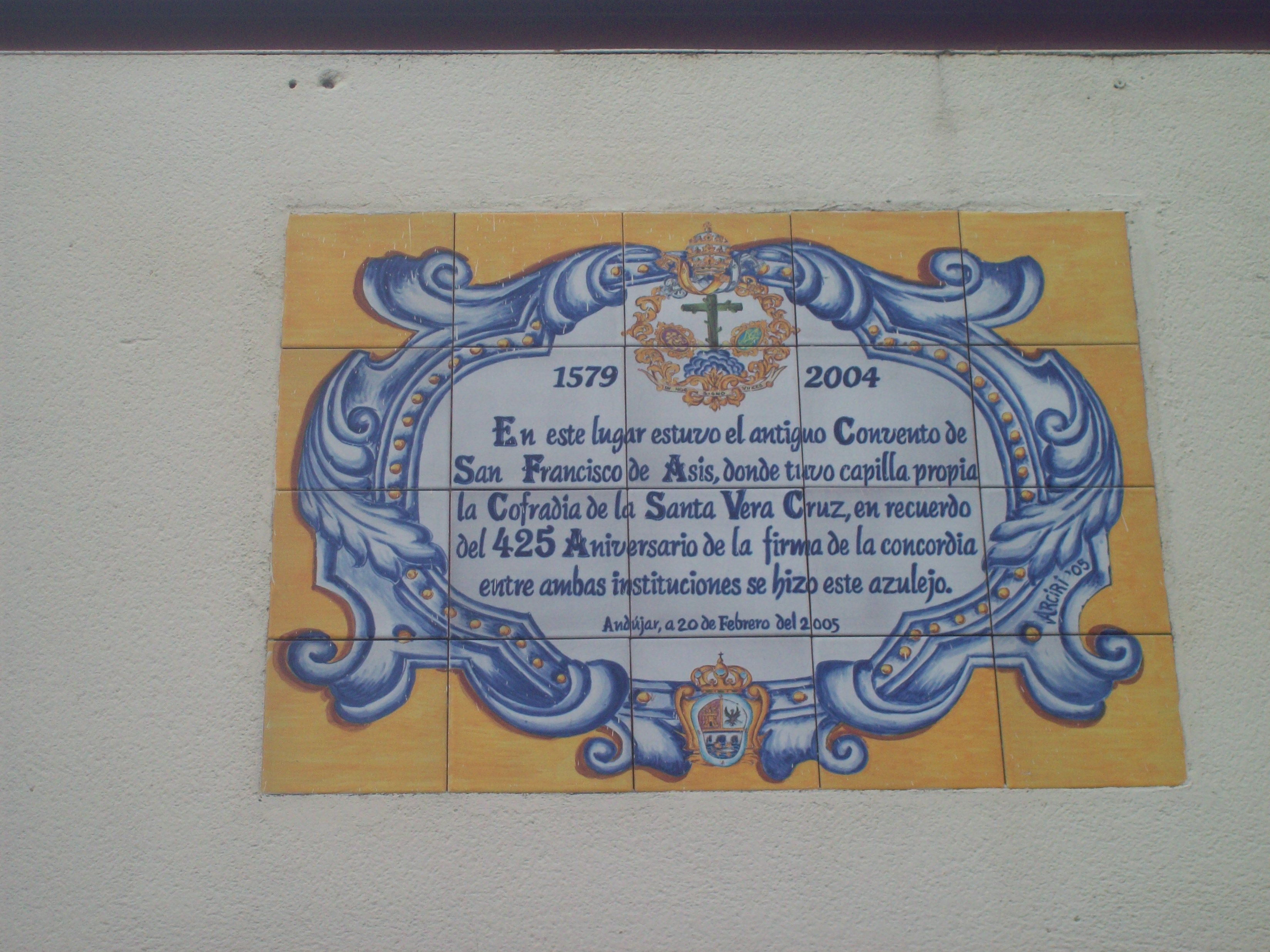
Azulejo conmemorativo de la concordia establecida entre la Cofradía de la Veracruz y el convento de San Francisco de Asís.

## Sede canónica
Iglesia parroquial de San Bartolomé Apóstol, donde la Hermandad ocupa retablo en la nave de la Epístola. Allí se veneran las imágenes del Nazareno, la Virgen de los Dolores y el Señor de la Columna. San Juan, San Francisco de Asís y el Niño Jesús ocupan un espacio en la capilla del baptisterio, junto al retablo antes citado.

## Traje de estatutos
Los nazarenos visten túnica confeccionada en "ruan", de color negro, terminada en cola que se lleva recogida en el brazo. Antifaz negro sobre capirote. En la muceta figura el escudo de la Cofradía. Se completa el hábito nazareno con cinturón de esparto a la cintura.